# Laccophilus amicus
Laccophilus amicus är en skalbaggsart som beskrevs av Guignot 1955. Laccophilus amicus ingår i släktet Laccophilus och familjen dykare. Inga underarter finns listade i Catalogue of Life.